# Milk and Honey (együttes)
A Milk and Honey (héber nyelven: חלב ודבש) egy izraeli együttes.
A szélesebb közönség számára az 1979-es Eurovíziós Dalfesztivál megnyerésével váltak ismertté, ahol Gali Atari háttérénekesei voltak. A győztes dal címe Hallelujah volt. Az együttes tagjai Reuven Gvirtz, Yehuda Tamir és Shmulik Bilu.
Még kétszer próbálták meg képviselni hazájukat a dalfesztiválon: 1981-ben Serenada című dalukkal negyedik, 1989-ben Ani ma'amin című szerzeményükkel a nyolcadik helyen végeztek az izraeli nemzeti döntőn.
Shmulik Bilu 2023. december 31-én halt meg a tel-avivi Ichilov Kórházban, 71 éves korában.